# ژانگ جیون
ژانگ جیون (انگلیسی: Zhang Jiewen؛ زادهٔ ۴ ژانویهٔ ۱۹۸۱) بدمینتون‌باز اهل چین است.